# The Seven Pearls
The Seven Pearls é um seriado estadunidense de 1917, em 15 capítulos, categoria ação, dirigido por Louis J. Gasnier e Donald MacKenzie. Produzido pela Astra Film Corporation, foi distribuído pela Pathé Exchange, e estreou em 16 de setembro de 1917.
Este seriado é considerado perdido, pois apenas alguns fragmentos estão preservados na Biblioteca do Congresso e na coleção de Dawson City.

## Sinopse
Ilma, uma jovem americana que cresceu na Turquia, chega em Nova Iorque para recuperar sete pérolas roubadas do sultão. Se ela não recuperá-las no prazo de seis meses, ela fará parte do harém do sultão, caso contrário seu pai adotivo, Mustapha Bey, será decapitado. Ilma é ajudada por Harry Drake, enquanto os vilões Perry Mason e Stayne organizam e executam planos contra Ilma, sendo um deles interná-la em um sanatório.

## Elenco
- Mollie King … Ilma Bay
- Creighton Hale … Harry Drake
- Léon Bary … Perry Mason
- John J. Dunn … Grady
- Henry G. Sell ... Jack
- Floyd Buckley
- Walter P. Lewis

## Capítulos

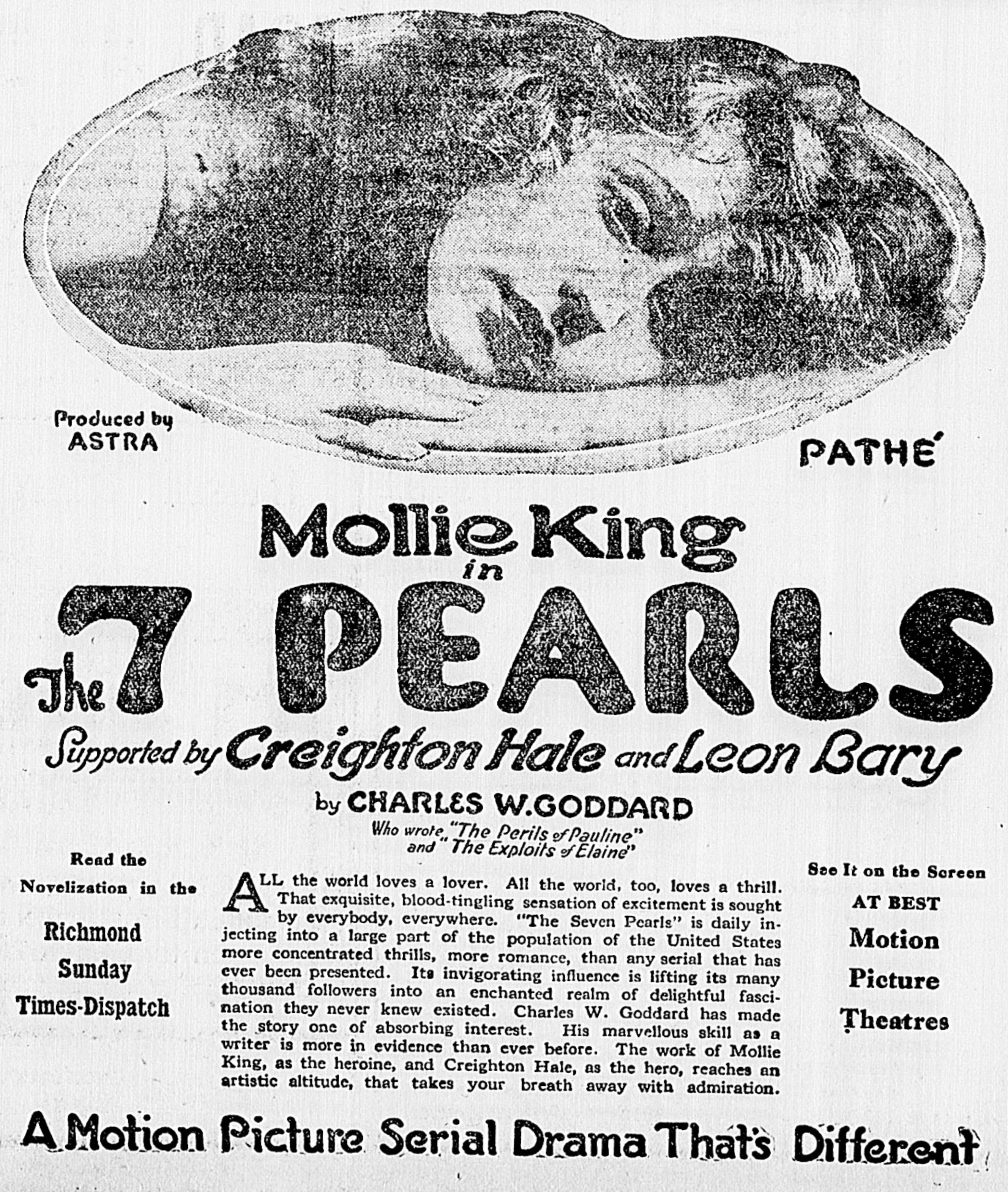
Anúncio de The Seven Pearls

Fonte: 
1. “The Sultan’s Necklace”
2. “The Bowstring”
3. “Twixt Earth and Sky”[7]/ “The Air Peril” [8]
4. “Amid the Clouds”
5. “Between Fire and Water”
6. “The Abandoned Mine”
7. “The False Pearl”
8. “The Man Trap”
9. “The Warning on the Wire”
10. “The Disappearance of Ilma”[7]/ “The Hold-Up” [9] (2 partes)
11. “Dangerous Gems”[7]/ “The Gems of Joepardy”[10][9]
12. “The Buried Alive”[9]/ “Kidnapped”[7]
13. “Over the Falls”
14. “The Tower of Death”
15. “The Seventh Pearl”